# 梅爾斯拉格斯市鎮
梅爾斯拉格斯市鎮，曾是拉脫維亞的一個市鎮，設立於2011年。位於該國西北部，人口1832人，面積109平方公里，人口密度約17人/km2。
2021年7月1日，梅爾斯拉格斯市鎮与其它市镇一起合并至塔爾西市鎮。

## 外部連結
- 塔爾西市鎮官方網站 （页面存档备份，存于） （拉脱维亚文）